# Uvéite
 Mise en garde médicale
Une uvéite est une inflammation de l'uvée (iris, corps ciliaires et /ou choroïde). 

## Types
Il existe trois principaux types d'uvéite :
- antérieure : appelé également iridite ou iridocyclite, elle se manifeste essentiellement au niveau de la chambre antérieure ;
- intermédiaire : essentiellement au niveau du vitré antérieur ;
- postérieure : au niveau du vitré postérieur et de la rétine.

La panuvéite correspond à une uvéite totale qui est cependant plus rare.
Une uvéite est considérée comme persistante si elle dure au-delà de trois mois. Elle est dite chronique si elle est persistante et qu'une rechute survient avant le troisième mois.

## Épidémiologie
Elle serait responsable de 10 % des cas de cécité dans les pays occidentaux. Elle est plus fréquente chez la femme adulte.

## Causes
L'origine d'une uvéite peut être :
- infectieuse bactérienne : tuberculose, lèpre, syphilis, maladie de Lyme, leptospirose, brucellose, maladie de Whipple, maladie des griffes du chat, rickettsiose ;
- infectieuse parasitaire[4] : toxoplasmose, toxocarose ;
- infectieuse virale : Herpes simplex virus, chorioméningite lymphocytaire, virus HTLV-1 ;
- inflammatoire : maladie de Behçet, sclérose en plaques, sarcoïdose, maladie de Vogt-Koyanagi-Harada, syndrome de Cogan, syndrome de Posner-Schlossman, Choriorétinopathie de type Birdshot[5], ophtalmie sympathique[6], choroïdite serpigineuse, epithéliopathie en plaques, iridocyclite hétérochromique de Fuchs.

On rencontre notamment l'uvéite antérieure dans certaines affections rhumatologiques[réf. souhaitée] :
- spondylarthrite ankylosante (maladie de Bechterew) ;
- syndrome de Reiter ;
- rhumatisme psoriasique ;
- arthrite rhumatoïde juvénile.

Dans la moitié des cas, la cause n'est pas trouvée. Un mécanisme auto-immun est alors probable. Enfin, des cas d'uvéite sont observés dans les maladies du tissu conjonctif, la plus sévère de toutes pour les yeux étant le syndrome d'Ehlers-Danlos.
Une cause génétique est possible puisque le groupe HLA-B27 est fréquemment retrouvé, sans obligatoirement d'atteinte articulaire.
Une étude publiée en novembre 2024 indique un risque multiplié par 2.53 chez les utilisateurs de cigarette électronique.

## Symptômes
L'uvéite antérieure aiguë se présente sous la forme d'une douleur oculaire avec larmoiements et photophobie (crainte de la lumière). La vision peut être brouillée.
L'examen montre un œil rouge.
Dans le cas de l'uvéite antérieure, l'infection prolongée aboutit à la formation de pus qui s'accumule dans la chambre antérieure, formant un niveau liquidien déclive visible à l'œil nu appelé hypopion.
L'uvéite postérieure peut se présenter sous une simple baisse de l'acuité visuelle, sans douleur. Avec la perception de « mouches volantes » ou myodésopsies.

## Diagnostic
Une évaluation ophtalmologique est nécessaire. L'examen à la lampe à fente permet de bien visualiser la chambre antérieure. On peut y voir des opacités floconneuses (effet Tyndall), voire  un hypopion (en) (niveau de pus dans la chambre antérieure). L'examen du fond d'œil, après dilatation médicamenteuse de la pupille, permet de voir s'il existe des opacités du vitré, une atteinte de la rétine ou de la choroïde.
L'examen peut être complété par une angiographie rétinienne à la fluorescéine permettant de bien visualiser les vaisseaux sanguins.
Bien souvent, une approche pluridisciplinaire est nécessaire à l'établissement du diagnostic étiologique,,.

## Complications
La perte de la vision reste la complication majeure. Elle peut survenir pour plusieurs raisons dont la survenue d'un œdème de la macula, un glaucome. L'uvéite antérieure a le meilleur pronostic et la panuvéite le pire.  Le pronostic est également altéré si l'uvéite tend à se chroniciser.
L'œdème maculaire est dit cystoïde en raison de la formation de petites poches liquidiennes au niveau de la fovéa.

## Traitement
Le traitement de la cause est indispensable si elle est identifiée, en particulier si elle est infectieuse. La mise sous anti-viraux peut ainsi être nécessaire. 
L'inflammation est traitée par l'administration de corticoïdes locaux. Un mydriatique local est également administré pour essayer de réduire le risque de synéchies postérieures et de diminuer le risque d'un glaucome.
Dans les formes chroniques, le corticoïde peut être donné localement par injection intra-oculaire, avec un risque cependant de glaucome, ou par voie générale. L'injection de bevacizumab ou de ranibizumab, des inhibiteurs de l'angiogenèse, ont donné, parfois, de bons résultats.
Dans des cas rebelles, un traitement immunosuppresseur est donné. De même, des inhibiteurs du facteur de nécrose tumoral (anti-TNF alpha) ont été essayés, surtout lors des atteintes oculaires de la maladie de Behcet, avec un bon succès.

## Les centres de référence
Plusieurs centres à travers la France sont spécialisés dans le traitement des uvéites. La présence d'une unité de médecine interne, en plus de l'unité d'ophtalmologie, est important notamment lorsque l'uvéite est en lien avec une maladie auto-immune.
- Paris : CHU Cochin Hôtel-Dieu (Pr Antoine Brézin, Pr Dominique Monnet, Dr Sawsen Salah-Berly)
- Paris : CHU Pitié-Salpêtrière (Pr Phuc Le Hoang, Pr Bahram Bodaghi, Dr Christine Fardeau)
- Lyon : Hôpital de la Croix-Rousse (Pr Sève, Dr Jamilloux, Dr Gerfaud-Valentin)
- Nantes : CHU de Nantes (Pr Michel Weber, Dr Chloé Couret)
- Bordeaux : CHU de Bordeaux (Pr Jean-François Korbelnik, Pr David Touboul)
- Strasbourg : CHU de Strasbourg (Pr David Gaucher, Dr Nathalie Kennel, Dr Flora Debre)

## Uvéite féline
Dans le cas d'un chat ayant une uvéite, les causes sont diverses :
- coup de griffe ;
- virus de l'immunodéficience féline (FIV) ;
- leucémie féline (FeLV) ;
- péritonite infectieuse féline (PIF).

L'examen peut détecter un voile blanc sur l'œil.